# ال گاتو: یخچال انسانی
دوازدهمین آلبوم گوچی مان (رپر آمریکایی) که در ۲۲ دسامبر ۲۰۱۷ که توسط گوآپ و آتلانتیک رکورد منتشر شد. این آلبوم بدون همکاری هیچ هنرمندی منتشر شد.